# Rhachitopis nigripes
Rhachitopis nigripes is een rechtvleugelig insect uit de familie veldsprinkhanen (Acrididae). De wetenschappelijke naam van deze soort is voor het eerst geldig gepubliceerd in 1922 door Boris Petrovich Uvarov.